# 羅西 (愛荷華州)
羅西（英語：Rossie）是一個位於美國愛荷華州克萊縣的城市。

## 地理
羅西的座標為43°00′48″N 95°11′21″W / 43.01333°N 95.18917°W，而該地的平均海拔高度為429米（即1407英尺）。

## 人口
根據2010年美國人口普查的數據，羅西的面積為0.39平方千米，當中陸地面積為0.39平方千米，而水域面積為0.00平方千米。當地共有人口70人，而人口密度為每平方千米179人。